# Макроэргические соединения
Макроэргические молекулы (макроэрги) — биологические молекулы, которые способны накапливать и передавать энергию в ходе реакции. При гидролизе одной из связей высвобождается более 20 кДж/моль. По химическому строению макроэрги — чаще всего ангидриды фосфорной и карбоновых кислот (см. Ангидриды карбоновых кислот), а также слабых кислот, какими являются тиолы и енолы.

## Классификация макроэргов по связям
1. Фосфоангидридная связь. ΔG — 32 кДж/моль. Представители: все нуклеозидтрифосфаты и нуклеозиддифосфаты (АТФ, ГДФ и их аналоги)

АТФ

2. Тиоэфирная связь. ΔG — 34 кДж/моль. Представители: ацетил-КоА, сукцинил-КоА.

Ацетил-КоА

3. Гуанидинфосфатная связь. ΔG — 42 кДж/моль. Представители: креатинфосфат.

Креатинфосфат

4. Ацилфосфатная связь(ацил — остаток жирной кислоты). ΔG — 46 кДж/моль. Представители: 1,3-бисфосфоглицерат.

1,3-бисфосфоглицерат

5. Енолфосфатная связь. ΔG — 54 кДж/моль. Представители: фосфоенолпируват.